# رضوان بن محمد الساعاتي
رضوان بن محمد الساعاتي هو فخر الدين رضوان بن محمد بن علي بن رسـتم بن هَرْدُوز الخراساني الساعاتي، فلكي، وميكانيكي، وساعاتي، طبيب، أديب، شاعر، موسيقي، سياسي، خطاط.

## نشأته
ولد ونشأ في دمشق وتوفي فيها، نشأ في بيت علم، فقد ترعرع على يدي والده المهندس محمد السـاعاتي الذي صنع ساعة باب جيرون (هو باب الساعات ويقع شرقي الجامع الأموي بدمشق) بين عامي 549 و570هـ، في عهد الملك العادل نور الدين محمود بن زنكي في دمشق، وشغلها ورممها حتى وفاته.
تعلم رضوان من أبيه علم الفلك وصناعة الساعات، وتلقَّى صناعة الطِّبِّ عن فخر الدين محمد ابن عبد السـلام المارديني (ت594هـ/1198م)، وعن أبي الحجَّاج رضيِّ الدِّين يُوسـف بن حَيْدَرَة بن الحسن الرَّحبيِّ (ت631هـ/1233م) ولازمه مدة وكان رضوان فطناً ذكيّاً متقناً لمِا يُعاينُهُ حريصاً على العلم، ودرس العلوم الأدبية على أبي اليمن تاج الدين زيد بن الحسن الكندي (ت613هـ/1217م).
عمل رضوان فـي بـلاط الملك الفائز إبراهيم (ابن أخي صلاح الدين الأيوبي) ابن الملك العادل سـيف الدين أبي بكر أحمد، ثم خدم الملك المعظم شرف الدين عيسى ابن الملك العادل (ت 624هـ/1227م) بالطب ووزر له أيضاً.

## مؤلفاته
أنهى رضوان في سنة 600هـ/1203م كتاباً في علم الساعات وأسماه: «علم الساعات والعمل بها»، وجعله في خمسة فصول، استعرض في كتابه أسماء آلات الساعات وعملها وذكر أشكالها وصورها ومقاديرها وكيفية عملها، وذكر مقادير كل واحدة منها، وصورة العمل بها، وكيفية دورانها وما في ذلك من الشروط.
حقق الكتاب محمد أحمد دهمان ونشره بدمشق في سـنة 1401هـ/1981م، وترجمه إلى اللغة الألمانية ڤيدمان وهاوسـر ترجمة مختصرة اعتماداً على مخطوطة غوتا رقم (1348). ويُعد كتاب رضوان نقلة جديدة في منهج الكتب التعليمية من حيث التفصيل والترتيب.
وأشارت معظم المصادر والمراجع إلى الكفاءة الطبية التي يتمتع بها رضوان، والتي جعلته طبيباً للملكين الأيوبيين الأخوين : الفائز والمعظم، ومدحه الصفدي فـي كتابه الوافي بالوفيات بقوله: «كان طبيباً كاملاً فاضلاً في الطب والأدب … وكان يحّب كلام الشيخ ابن سينا في الطب مغرماً به».
وضع رضوان المؤلفين الطبيين الآتيين:
أ ـ تكميل (أو:تَكْمِلَة) كتاب القَوْلَنْج للرئيس ابن سينا.
ب ـ الحواشي (أو:حَوَاشٍ) على كتاب القانون لابن سينا.
و«كان فخر الدين بن الساعاتي جيد الكتابة يكتب خطاً منسوباً في النهاية من الجودة»، هكذا وصفه ابن أبي أصيبعة.
وكتب رضوان مؤلفاً في الشعر عنوانه «المختار (أو المختارات)».
وكان خبيراً بعلم الموسيقى ويحسن الضرب بالعود، وحضر ياقوت الحموي مجالس رضوان غير مرة بدمشق.
جمع رضوان بن محمد الساعاتي بين العلم والأدب، فكان شخصية متميزة ذات مكانة مرموقة في مجتمعه.

## روابط خارجية
- رضوان بن محمد الساعاتي على موقع موسوعة الديوان الشعرية